# Hyposoter praecaedator
Hyposoter praecaedator là một loài tò vò trong họ Ichneumonidae.